# Maître au Dé
Ne pas confondre avec Bernardo Daddi, peintre italien du XIVe siècle.
Le « Maître au Dé » est un maître anonyme, plus tard identifié comme Bernardo Daddi, Bernardo Dado ou encore Béatricius l'Ancien (ca. 1512-1570), est un graveur italien du XVIe siècle. Il est appelé maître au Dé car il signe ses œuvre d'un dé avec un « B » sur une face.

## Biographie et œuvre
Le Maître au Dé rejoint l'atelier du graveur Marc-Antoine Raimondi et reproduit principalement des œuvres de Raphaël ou encore de Giulio Romano et Baldassarre Peruzzi.
Il réalise surtout des sujets religieux et mythologiques, et il a notamment gravé La Conversion du centurion en 1532 (burin, Londres, British Museum). Cette gravure représente le centurion romain à genoux en adoration devant la croix du Christ ; elle aurait inspiré Rembrandt pour son personnage du centurion dans Les Trois Croix.

## Collections publiques

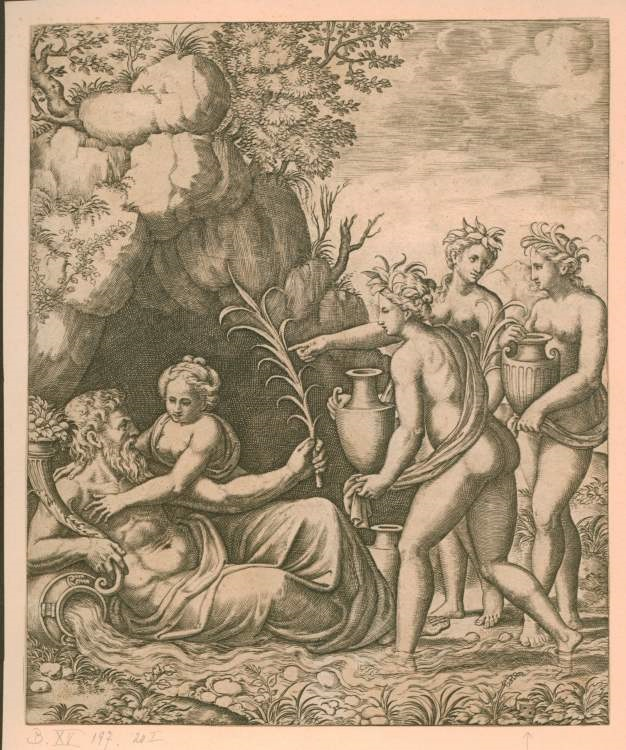
Daphné consultant son père.

- Un recueil de nombreuses estampes du Maître au Dé, effectuées à l'eau-forte et au burin est conservé à la bibliothèque nationale de France[2],[6],[7]. La BnF conserve aussi un ouvrage, L'Histoire des amours de Psyché et Cupidon, qu'il a illustré de 32 gravures d'après Raphaël[8].
- Musée de Grenoble : L'Histoire des amours de Psyché et Cupidon; autres estampes.

- La chalcographie nationale d'Italie possède des estampes qu'elle a tirées vers la fin du XIXe siècle de quatre planches du maître au Dé qu'elle possède[9].